# شعر البطن

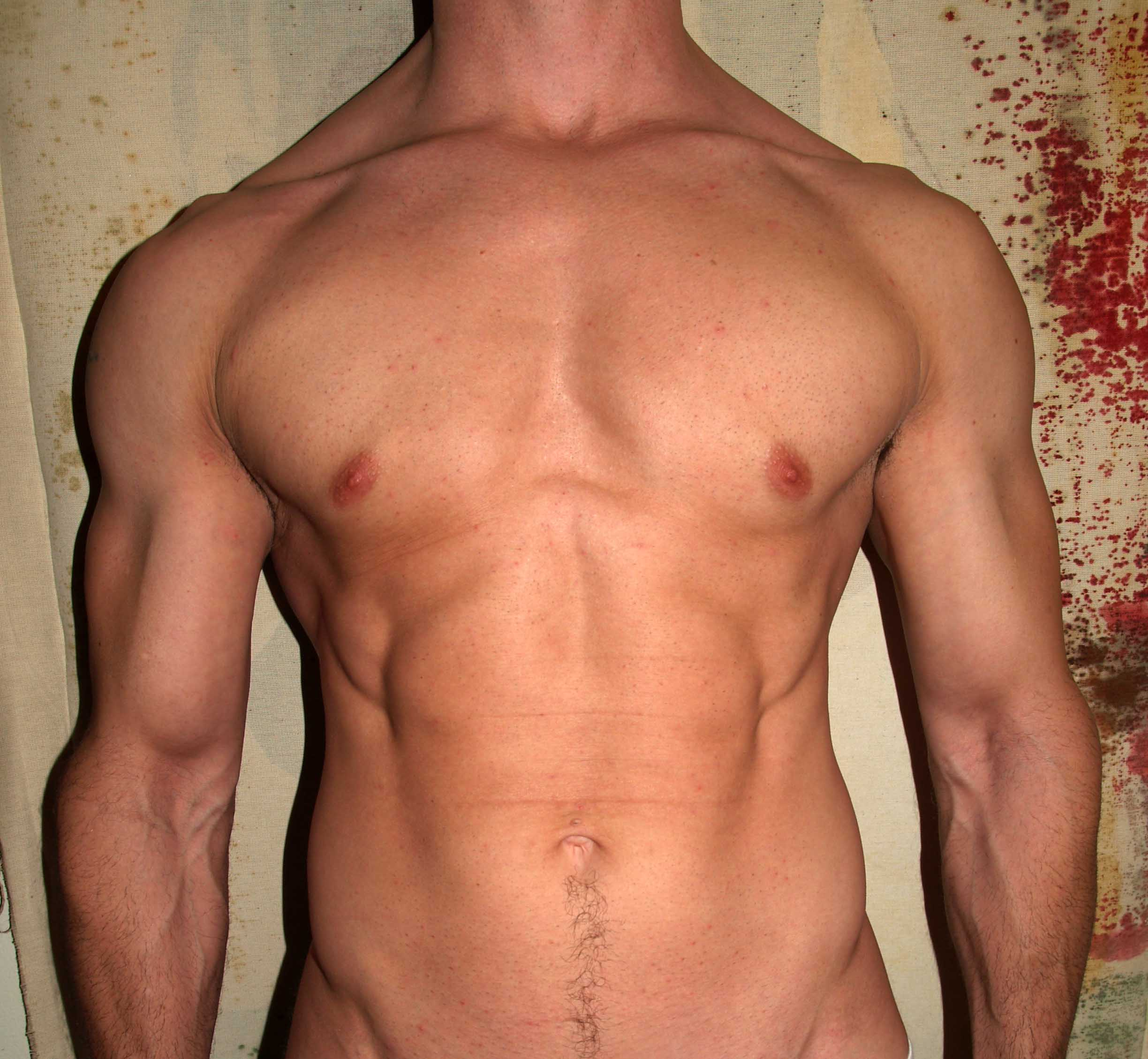
شعر البطن بين منطقة العانة والسرة للرجل. هذا هو النمط الأدنى من شعر البطن.

شعر البطن هو الشعر الذي ينمو في بطن الإنسان والثدييات غير البشرية، في المنطقة الواقعة ما بين العانة والقفص الصدري (الصدر). نمو شعر يتبع ذات النمط تقريبًا في كافة الثدييات، عموديًا من منطقة العانة تصاعديًا ونازلًا من منطقة الصدر إلى السُرّة. شعر البطن للثدييات غير البشرية هو جزء من فروها.

## في الإنسان
قبل البلوغ، منطقة البطن للذكور والإناث تكون مغطاة بشعر زغبي. استجابةً لارتفاع منسوب الأندروجينات (بالأساس التستوستيرون) أثناء وبعد البلوغ، تبدأ بشرة البطن في إنتاج شعر خشن وأطول وأكثر صبغية (شعر انتهائي). تؤثر هذه العملية بالدرجة الأولى على الرجال. في البداية ينمو الشعر في خط عمودي من منطقة العانة صاعدًا إلى السرة ومن القفص صدري نزولاً إلى السرة. المصطلحات العامية لخط الشعر هذا في الإنجليزية تسميه «الخط السعيد»، «الدرب السعيد»، «خط النمر»، و«درب الكنز». على الرغم من أن نمو شعر البطن عادةً يبدأ خلال البلوغ، أحيانًا قد يبدأ متأخرًا، حتى فترة مابين العشرين والثلاثين سنة. بعض الرجال، شعر البطن يبقى في خط عمودي واضح، لكن عند رجال آخرين، يكون اتجاه الشعر عموديًا وكذلك أفقيًا حول منطقة السرة. الانتشار الأخير هذا للشعر يمكن أن يستمر إلى منتصف العمر. وجدت دراسة أن إثنين من ثلاثة رجال يافعين يكون لديهم شعر بطن (سهمي) في السابعة عشر من عمرهم، وقرابة النصف كان لديهم بحلول الخامسة عشر من عمرهم.
بعض النسوة قد ينمو لديهن خط شعر صغير من منطقة العانة إلى السرة. شعر البطن المفرط لدى المرأة، المشابه لنمط الرجال، هو نوع من الشعرانية.

## الأنماط
دراسات عديدة كان موضعها القوقازيون وثقت أربعة أنماط رئيسية لشعر العانة وشعر البطن، تضمنت:
- الأفقي — يتسم بالسطح العلوي لشعر العانة ينتهي بخط أفقي دون تمدد الشعر إلى البطن.
- سهمي — يشابه النمط الأول لكن إضافةً لشريط ضيق عمودي من الشعر الإضافي من منطقة العانة نحو السرة، عادةً في العاميّة الإنجليزية ما يسمى بـ'درب الكنز' أو 'الدرب السعيد'.
- مذبب — يتسم بمخروطيته، يحاكي نمط حرف'V' بحيث يتمدد الشعر إلى أعلى من منطقة العانة. قد ينتهي الحد الأعلى أدنى السرة، أو عند السرة، أو حول السرة أو حتى عند الصدر.[2]
- منشر أو مشتت (أو رباعي الزوايا) — يتوزع الشعر بصورة عامة على البطن من دون شكل معين بنمط هندسي مميز.[3]

ريتشارد زيكلر أدى دراسةً سنة 1997 (طالع الإستشهاد أدناه) حول الأنماط السابقة وحدوثها عند الذكور والإناث، مع إيلائه اهتماما بنمو الشعر خلال البلوغ. في دراسة زيكلر النمط الأفقي كان شائعًا أكثر عند الإناث بوقوعها لدى حوالي 80 بالمئة. هذا النمط حدث لدى 6% من الذكور، كان 55% منهم تتراوح أعمارهم ما بين 13 إلى 15 سنة، و28% كانوا في 16 و17 من العمر. النمط السهمي وجد في 44% من الذكور البالغة أعمارهم أقل من 16 سنة، 67% من الذكور البالغين من العمر 16 و17، 20% من الذكور البالغين 17 عامًا وأكثر، و17% من الإناث. النمط المذبب وجد في حوالي 55 بالمئة من الذكور والإناث. النمط المشتت وقع في حوالي 19 بالمئة من الذكور الذين شملتهم الدراسة.

## معرض صور

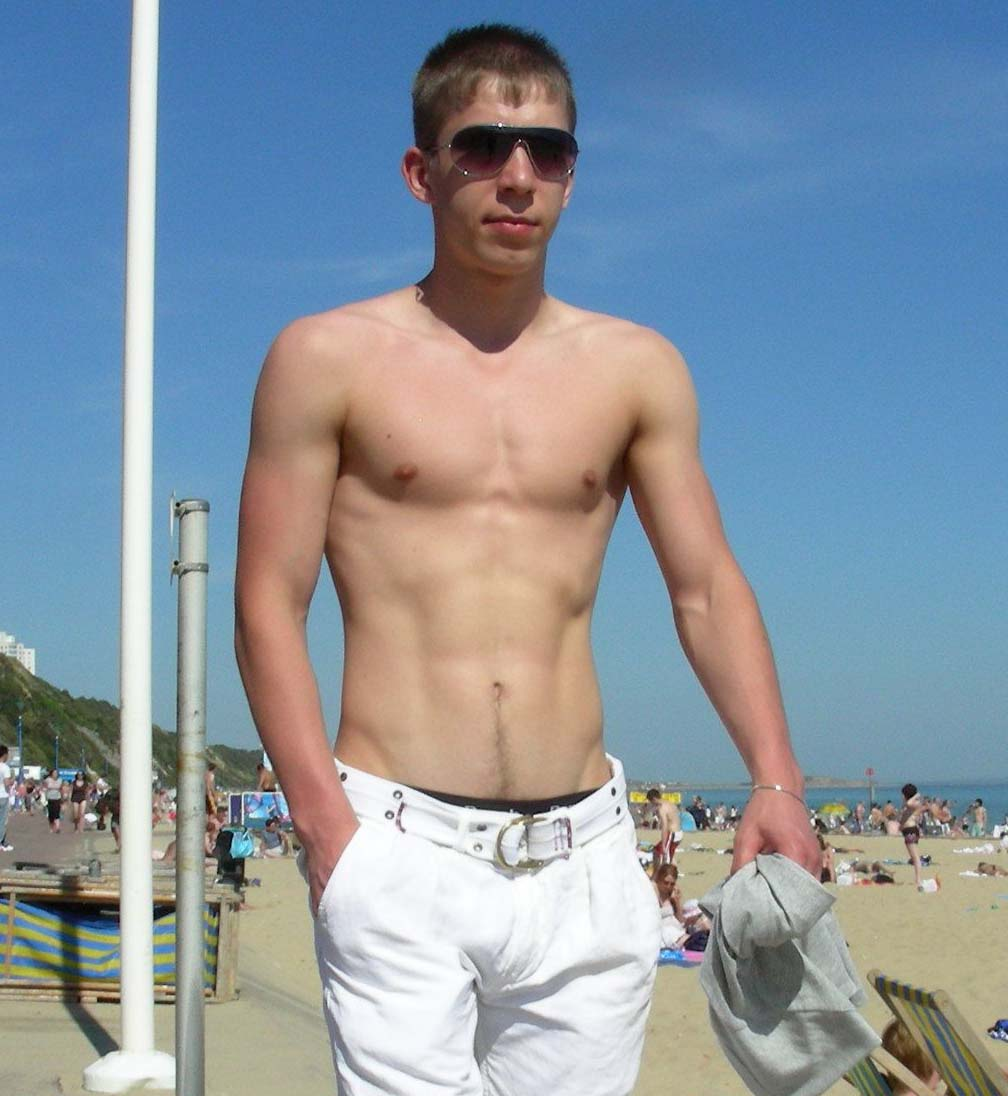
شعر سهمي نامٍ على البطن.
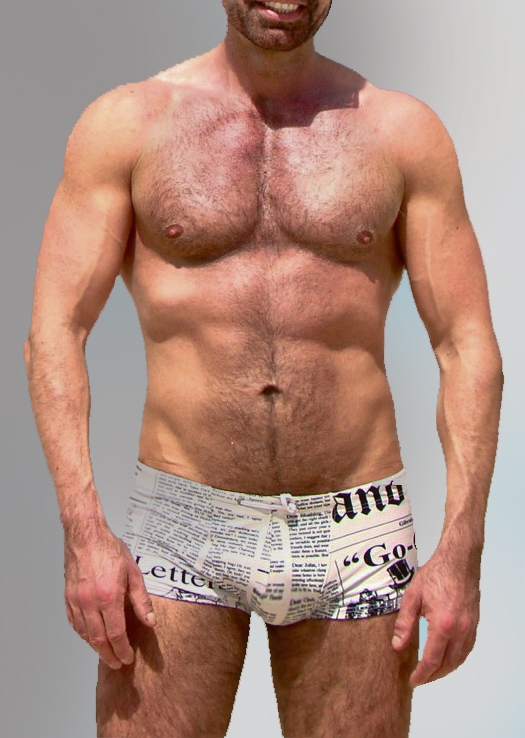
شعر مذبب نامٍ على البطن.
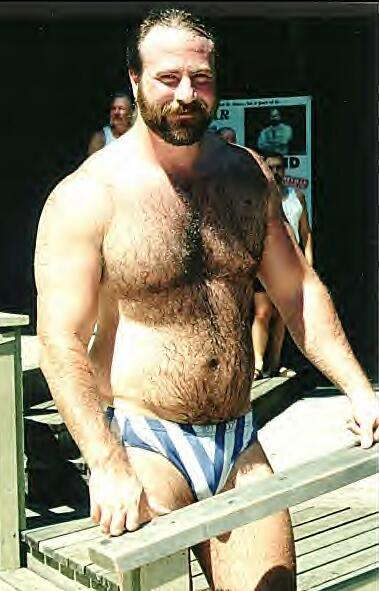
شعر مشتت نامٍ على البطن.

## إضطلاع اضافي
المقالات الصحفية التالية تشمل تخطيطات لأنماط شعر بطن مختلفة والنسب المئوية الملحوظة عند الرجال لكل نوع.
- أنظر لمقالة سيتي في المراجع.
- زابو جي (22 سبتمبر 1967). «التشريح الأقليمي لجلد الإنسان مع مراجع خاصة لوصف لبصيلات الشعر، الغدد العرقية والخلايا الصبغية». المعاملات الفلسفية للجمعية الملكيةبي 252 (779): 447–485. doi:10.1098/rstb.1967.0029.